# Gymnopilus russipes
Gymnopilus russipes là một loài nấm thuộc họ Cortinariaceae.